# ハロンズ岩見沢
ハロンズ岩見沢（ハロンズいわみざわ）は、北海道岩見沢市にあるばんえい競馬の場外勝馬投票券発売所である。
本項目では2013年より開設している「J-PLACE岩見沢（ジェイプレイスいわみざわ）」についても記述する。

## 施設概要

### 初代施設
岩見沢市の中心部に位置する。岩見沢競馬場での競馬開催が休止された（ホッカイドウ競馬は1997年を、ばんえい競馬は2006年をもって終了）あとも、ホッカイドウ競馬とばんえい競馬の場外発売を引き続き行ってきた。
2023年4月1日以降、帯広市（ばんえい競馬主催者）が場外発売の実施主体となっている。施設所有者は岩見沢市で、ばんえい競馬は施設を賃借している。1階をばんえい競馬が利用している。
当発売所は開設当初より、ホッカイドウ競馬とばんえい競馬の共同で設置されていた（ただし開設当時は、岩見沢市がばんえい競馬の主催者であったため、当発売所でのばんえい競馬の発売についても岩見沢市が実施していた）。その後、岩見沢市がばんえい競馬の主催者から外れ、ばんえい競馬の場外発売は帯広市が実施することとなった。現在ではホッカイドウ競馬の場外発売所であるAibaが全道各地に設置され、その多くでばんえい競馬とホッカイドウ競馬の場外発売を行っているが、それ以前から一つの施設でばんえい競馬とホッカイドウ競馬の場外発売を行っていたのは本施設と旭川レーシングセンターのみであった。
施設の老朽化に伴い、2023年3月30日をもってホッカイドウ競馬における場外発売（2階）の営業を休止した。1階のばんえい競馬発売所では同年3月31日以降も引き続き営業を行うほか、中央競馬とホッカイドウ競馬の場外発売を1階で行う。
発売施設概要
1階（ばんえい競馬・J-PLACE岩見沢）
発売・払戻スペース
自動発売機：14台
自動払戻機：3台
有人窓口：1窓
売店・専門紙販売コーナー

### 2代目施設
岩見沢市は2019年3月の「岩見沢市公共施設再編基本計画」において、ハロンズ岩見沢の老朽化が進行していることや、民間施設への機能移転が可能であることから、2022年度 - 2025年度を目途に市としての施設設置を終了する方針を示していた。
その後移転が決定され、初代施設での発売・払戻業務は2024年9月16日をもって一時休止となり、同年10月4日より同市南町8条3丁目152-1にて発売・払戻業務を開始する予定であると発表された。
初代施設において、場内にばんえい馬「カツタロー」の像があったものについても、本施設の別棟に移設された。
発売施設概要
発売・払戻スペース
発売窓口：10台
払戻窓口：5台
食堂・売店はない（自動販売機は設けられる）

## 発売レース
ばんえい競馬の発売を行うほか、ホッカイドウ競馬・南関東公営競馬を中心に他地区の地方競馬を場外発売する。
JRAの場外発売（J-PLACE岩見沢）は2013年3月23日より、初代施設の2階のホッカイドウ競馬発売所で開始。ホッカイドウ競馬の場外発売の営業休止（前述）に伴い、2023年4月1日より初代施設の1階のばんえい競馬発売所で行うことになった。

### 発売されている勝馬投票券の種類
2023年4月1日現在。全レース100円単位。
広域場外発売する場合は発売主体となる主催者に準じて、すべての賭式を発売する。
○…発売　△…一部主催者のみ　×…発売なし
| 主催者                          | 単勝 | 複勝 | 枠番連複 | 枠番連単 | 馬番連複 | 馬番連単 | ワイド | 3連複 | 3連単 |
| ------------------------------- | ---- | ---- | -------- | -------- | -------- | -------- | ------ | ----- | ----- |
| ばんえい競馬                    | ○    | ○    | ○        | ×        | ○        | ○        | ○      | ○     | ○     |
| ホッカイドウ競馬 他地区地方競馬 | ○    | ○    | ○        | △        | ○        | ○        | ○      | ○     | ○     |
| 中央競馬（JRA）                 | ○    | ○    | ○        | ×        | ○        | ○        | ○      | ○     | ○     |

## アクセス
2代目施設
- 北海道旅客鉄道（JR北海道）岩見沢駅からより車で12分

初代施設
- 北海道旅客鉄道（JR北海道）岩見沢駅から徒歩約10分
- 北海道中央バス（岩見沢営業所）「6条西2丁目」停留所前